# Both Directions at Once: The Lost Album
Both Directions at Once: The Lost Album è un album in studio del sassofonista statunitense John Coltrane, pubblicato postumo il 29 giugno 2018.
Le tracce presenti nel disco furono registrate a metà anni sessanta dal Quartetto classico di Coltrane e si ritenevano perdute da decenni.

## Descrizione
Il 6 marzo 1963, Coltrane e il suo Classic Quartet composto dal contrabbassista Jimmy Garrison, dal batterista Elvin Jones, e dal pianista McCoy Tyner, entrarono in sala di registrazione presso il Van Gelder Studio per incidere una sessione di musica jazz che si ritenne perduta per decenni dato che i nastri master erano stati distrutti dalla Impulse Records per liberare spazio nei magazzini. Le sette tracce contenute sull'album provengono da una copia dei nastri che Coltrane aveva dato alla moglie. La versione standard dell'album include i sette brani menzionati poc'anzi, mentre la deluxe edition include altro materiale, incluse varie take della composizione Impressions.
A seguito della scoperta dei nastri da parte della moglie di Coltrane, Juanita Naima, il materiale fu consegnato alla Impulse!; e il figlio di Coltrane, Ravi, insieme al produttore esecutivo Ken Druker selezionarono il materiale da includere nel disco. Le note interne sono opera di Ashley Kahn.

## Tracce
Disco 1
1. Untitled Original 11383 (Take 1)
2. Nature Boy
3. Untitled Original 11386 (Take 1)
4. Vilia (Take 3)
5. Impressions (Take 3)
6. Slow Blues
7. One Up, One Down (Take 1)

Disco 2
1. Vilia (Take 5)
2. Impressions (Take 1)
3. Impressions (Take 2)
4. Impressions (Take 4) – 3:40
5. Untitled Original 11386 (Take 2)
6. Untitled Original 11386 (Take 5)
7. One Up, One Down (Take 6)

## Formazione
The John Coltrane Quartet
- John Coltrane – sassofono
- Jimmy Garrison – contrabbasso
- Elvin Jones – batteria
- McCoy Tyner – pianoforte

Produzione
- Ravi Coltrane – selezionatore
- Ken Druker – selezionatore
- Rudy Van Gelder – missaggio
- Ashley Kahn – note interne